# Атітлан (вулкан)
Вулкан Атітлан (ісп. Volcán de Atitlán ісп. вимова: [atiˈtlan]) — великий активний стратовулкан конічної форми, що примикає до кальдери озера Атітлан у Гватемальському нагір'ї хребта Сьєрра-Мадре-де-Ч'япас, департамент Солола на південному заході Гватемали.
Вулкан був досить активним в історичний час, з понад дюжиною вивержень, зареєстрованих між 1469 і 1853 роками, датою його останнього виверження. Атітлан є частиною Центральноамериканської вулканічної дуги. Дуга є пасмом вулканів, що тягнеться Центральною Америкою, утворений субдукцією плити Кокос під Карибську. Ці вулкани є частиною «Вогняного кільця» навколо Тихого океану.
Вулкан Атітлан розташований за кілька миль на південь від вулкана Толіман, який підіймається з південного берега озера Атітлан. Вулкан Сан-Педро підіймається над озером Атітлан на північний захід від вулкана Атітлан. Довга вузька затока відокремлює вулкан Атітлан і вулкан Толіман від вулкана Сан-Педро.

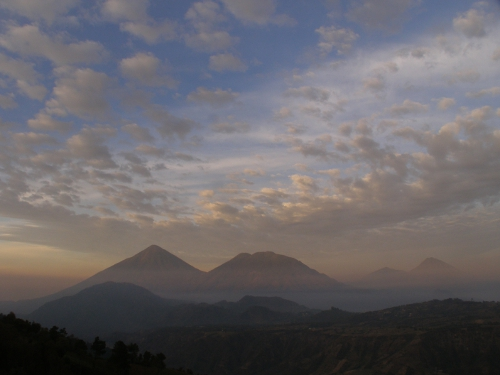
Вулкани озера Атітлан: Атітлан (ліворуч у центрі), Толіман (у центрі) і Сан-Педро (крайній праворуч).

## Дика природа
Атітлан є домом для двох особливо рідкісних і красивих птахів, які є ендеміками хмарних лісів цього регіону. Пенелопа рогата (Oreophasis derbianus) є плейстоценовим реліктом родини Краксових (Cracidae), який зберігається нині лише невеликими фрагментами свого попереднього ареалу. Його середовище проживання обмежене хмарними лісами вище приблизно 1650 м. Цей птах завбільшки з індичку, і дорослий самець має червоно-червоний «ріжок» розміром один дюйм, який виступає прямо вгору над головою. Кабанісова або лазурова танагра (Tangara cabanisi), мабуть, є найрідкіснішим видом у регіоні. Зустрічається лише на середніх висотах Сьєрра-Мадре-дель-Сур Чьяпаса, Мексики та західної Гватемали.